# Franz Heigl (Psychoanalytiker)

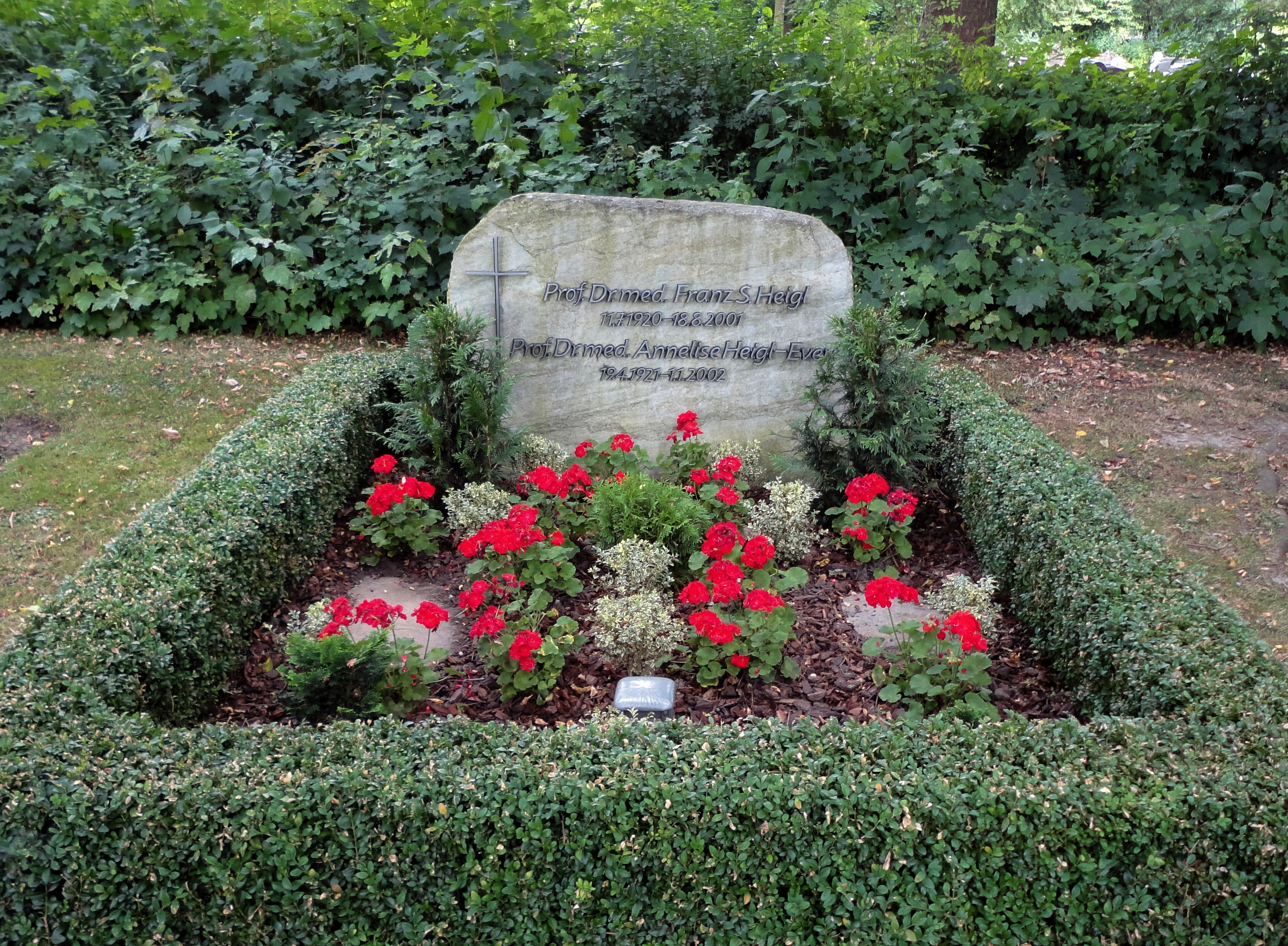
Göttingen, Parkfriedhof Junkerberg, Ehrengrab von Franz Heigl und Annelise Heigl-Evers

Franz Seraph Heigl (* 11. Juli 1920 in München; † 18. August 2001 in Göttingen) war ein deutscher Psychoanalytiker und entwickelte zusammen mit seiner Frau Annelise Heigl-Evers das Göttinger Modell der Gruppenpsychotherapie.

## Leben und Werk
Heigl war 1954 Mitgründer des „Göttinger Instituts für Psychoanalyse und Psychotherapie“. Von 1971 bis 1985 wirkte er als Leiter des Niedersächsischen Landeskrankenhauses Tiefenbrunn. 1975 wurde er zum Honorarprofessor der Universität Göttingen ernannt. Er war unter anderem Gründungsmitglied der „Internationalen Arbeitsgemeinschaft psychoanalytischer Gesellschaften“.
Zusammen mit seiner Frau Annelise Heigl-Evers entwickelte er die Psychoanalytisch-interaktionelle Methode für strukturell gestörte Patienten, vorrangig mit Borderline-Syndrom. In diesem Zusammenhang entwickelte sich Tiefenbrunn zur ersten deutschen Fachklinik für Patienten mit Psychotrauma-Störungen.
Heigl ist Autor zahlreicher Bücher und Lehrbücher über Psychotherapie. Gemeinsam mit seiner Frau stiftete er den mit 10.000 € dotierten Heigl-Preis für empirische oder konzeptuelle Arbeiten aus dem Bereich der Psychotherapieforschung.

## Schriften (Auswahl)
- Zusammen mit Annelise Heigl-Evers: Lieben und Geliebtwerden in der Ehe. Eine tiefenpsychologische Studie über Ursachen u. Auswirkungen von Partnerschaftskonflikten. (1969), Fischer Tb, Frankfurt am Main 1987, ISBN 3-596-42118-7.
- Zusammen mit Annelise Heigl-Evers: Gelten und Geltenlassen in der Ehe. Eine tiefenpsycholog. Studie. (1963), Fischer TB, Frankfurt am Main 1985, ISBN 3-596-42128-4.
- Zusammen mit Annelise Heigl-Evers: Geben und Nehmen in der Ehe. Eine tiefenpsycholog. Studie. (1961), Kindler, Göttingen 1975, ISBN 3-463-02151-X.